# 菲利普·叙德雷·达蒂格纳夫
菲利普·叙德雷·達蒂格納夫（法語：Philippe Sudré Dartiguenave，法語發音：[filip sydʁe daʁtiɡnav]；1863年4月6日—1926年7月26日），海地政治人物，在1915年8月12日至1922年5月15日出任海地總統。

## 生平
達蒂格納夫是穆拉托人，生於昂薩沃。
美國于1915年7月27日開始佔領海地後，達蒂格納夫出任总统，在任期间，海地与美国签订条约，同意美国政府监督该国海关与财政收入。
他在1926年7月26日死於出生地。